# Райская машина
«Райская машина» — научно-фантастический, социально-сатирический роман Михаила Успенского.

## Награды и премии
Роман получил следующие литературные премии
- Интерпресскон в 2010 году // Крупная форма (роман)
- АБС-премия, 2010 // Художественное произведение[1][2]
- Серебряная стрела, 2010 // Реальный мир — специальный приз от газеты «Солидарность»[3]
- Звёздный Мост 2010 // Лучший роман. 3 место «Бронзовый кадуцей»[4]
- Мемориальная премия Кира Булычёва за продолжение гуманистических традиций в фантастике, 2010[5][6]

Также роман выдвигался на получение премий:
- Странник, 2010 // Образ будущего
- Портал, 2010 // Крупная форма
- Бронзовый Икар, 2010 // Лучшее художественное произведение
- «Итоги года» от журнала «Мир Фантастики», Итоги 2009 // Лучшая необычная книга
- Дни фантастики в Киеве, 2010 // Роман
- Бронзовая улитка, 2010 // Крупная форма

## Отзывы и критика
Василий Владимирский отнёс этот роман к «постапокалиптике» и «философской фантастике», подчёркивая отличие романа от предыдущих книг писателя: «Место Успенского-сатирика, Успенского-острослова прочно занял Успенский-философ.»
Роман Арбитман «был огорчён» романом Успенского, поскольку «Михаил Глебович по минимуму воспользовался лучшими чертами своего литературного дарования». Дмитрий Быков назвал роман «увлекательным, быстрым, ярким, насыщенным убийственно-точными деталями и злобными издёвками над нынешней российской жизнью», добавив: «чтобы Успенский написал книгу столь мрачную, как „Райская машина“, его должно было действительно сильно припечь». Андрей Немзер также назвал книгу мрачной и «если говорить прямо — безнадёжной», и также отмечает, что «в „Райской машине“ авторский вкус сбоит чаще, чем в лучших вещах Успенского»: 
Можно и обобщить: в праведном гневе за словами уследить трудно и писателю. Отсюда, думаю, небрежность в проработке ряда мотивировок, смысловые темноты, изобилие повторов, эксплуатация кавээнщины... Да не все ли в конце концов равно, как описывать окончательный и неизбежный крендец? 

## Сюжет
Университетский преподаватель истории Роман Ильич Мерлин вместе со своим другом детства создаёт крупную бизнес-корпорацию, но потом отходит от дел и проводит несколько лет в тайге, почти в полной изоляции. Вернувшись «к цивилизации», он обнаруживает обескураживающие изменения окружающей действительности, где «фашизм — естественное состояние человечества».